# Hugo Lenkens
Hugo Lenkens (Vredepeel, 19 januari 1970) is een voormalig Nederlands voetballer die doorgaans als verdediger speelde.
Lenkens doorliep de jeugdopleiding van VVV en werd in het seizoen 1988/89 overgeheveld naar de selectie van het eerste elftal. Vanwege een blessure van VVV's vaste rechtsback Frans Nijssen maakte hij op 13 mei 1989 zijn profdebuut in een uitwedstrijd bij Ajax (1-0 verlies). Twee jaar later verliet hij de Venlose profclub. Lenkens speelde vervolgens nog jarenlang in het eerste elftal van SV Venray waar hij uitgroeide tot aanvoerder. Vanwege een aantal blessures stopte hij in 2002. 

## Statistieken
| Seizoen         | Club            | Competitie      | Competitie | Competitie | Beker | Beker | Playoff | Playoff | Totaal | Totaal |
| Seizoen         | Club            | Competitie      | Wed.       | Dlp.       | Wed.  | Dlp.  | Wed.    | Dlp.    | Wed.   | Dlp.   |
| --------------- | --------------- | --------------- | ---------- | ---------- | ----- | ----- | ------- | ------- | ------ | ------ |
| 1988/89         | VVV             | Eredivisie      | 3          | 0          | 0     | 0     | –       | –       | 3      | 0      |
| 1989/90         | VVV             | Eerste divisie  | 11         | 0          | 2     | 0     | –       | –       | 13     | 0      |
| 1990/91         | VVV             | Eerste divisie  | 0          | 0          | 0     | 0     | 0       | 0       | 0      | 0      |
| Carrière totaal | Carrière totaal | Carrière totaal | 14         | 0          | 2     | 0     | 0       | 0       | 16     | 0      |